# Yeule
Yeule (stylisé yeule) est le projet musical de Nat Ćmiel, personnalité autrice-compositrice-interprète singapourienne née le 16 décembre 1997 à Singapour. Sa musique est caractérisée par des éléments d'ambient, de glitch et de post-pop asiatique. Son nom est dérivé d'un personnage de la série de jeux vidéo Final Fantasy, Paddra Nsu-Yeul.

## Jeunesse
Originaire de Singapour, Ćmiel y effectue les premières années de sa scolarité,,. À l'âge de 6 ans, Yeule commence à jouer sur le piano Yamaha de ses parents, puis entame une formation classique. Ćmiel finit par abandonner les cours de musique, et s'intéresse alors à la guitare et à la batterie. Interprétant d'abord des morceaux de valse, Yeule se tourne rapidement vers les bandes originales de jeux vidéo, tels que Final Fantasy X et Kingdom Hearts. L'artiste fera partie d'un groupe de jazz sous le nom de "Riot Diet", reprenant des chansons d'Ella Fitzgerald et des Pixies.
Au fil des ans, et partiellement à cause de ses nombreux déménagements au cours de sa jeunesse, Yeule éprouvera de la solitude et souffrira d'épisodes dépressifs. Internet apparaîtra alors comme un sanctuaire, ce qui influencera sa discographie.
Après avoir obtenu son diplôme d'études secondaires, Yeule intègre l'école Central Saint Martins, à Londres, et y étudie la communication de mode et la mode féminine.

## Chronologie musicale
Nat Ćmiel sort son premier EP éponyme sous le nom Yeule le 3 mars 2014. Le 11 décembre 2016 sort son deuxième EP, Pathos. Ćmiel produit la bande originale du jeu de simulation interactif Lost Memories Dot Net, sorti le 17 juillet 2017.
Le 27 septembre 2017, Yeule sort son troisième EP, Coma. Il reçoit un accueil positif, Duncan Cooper de The Fader le décrivant comme « la perfection dream-pop ». Ćmiel signe chez Bayonet Records le 17 juillet 2019.
Le 25 octobre 2019, Ćmiel sort son premier album studio Serotonin II, à propos duquel l'artiste déclare : « Écrire le disque, c'était épouvantable. Je n'en demandais pas beaucoup, je n'avais pas besoin d'être heureux. Je voulais juste être satisfait ». L'album a reçu un accueil critique positif, Jude Noel de Tiny Mix Tapes lui attribue la note de 4/5 et déclare : « Outre la mélancolie, c'est la conception sonore irréprochable de Serotonin II qui m'a fait accrocher ».
Ćmiel annonce la sortie de son deuxième album Glitch Princess chez Bayonet Records avec un morceau intitulé My Name is Nat Ćmiel, sorti fin 2020. L'album, qualifié de « pionnier » par Colin Lodewick de Pitchfork, sort le 4 février 2022.
Le 10 mai 2023, Yeule publie le single Sulky Baby, accompagné d'un clip, et annonce sa signature chez Ninja Tune. Ce morceau fait partie de son troisième album sorti le 22 septembre 2023, Softscars.

## Discographie

### Albums studio
- Serotonin II (2019)
- Glitch Princess (2022)
- Softscars (2023)
- Evangelic Girl Is a Gun (2025)

### Bande originale
- Lost Memories Dot Net (2017)
- The Overture of Prototype (2024)
- Anthems For A Seventeen Year-Old Girl (2024)

### EPs
- Yeule (2014)
- Pathos (2016)
- Coma (2017)
- Serotonin X Remixes (2021)

### Singles
| Titre                                  | Année | Album                   |
| -------------------------------------- | ----- | ----------------------- |
| Eva (Demo)                             | 2018  |                         |
| Pocky Boy                              | 2019  | Serotonin II            |
| Pretty Bones                           | 2019  | Serotonin II            |
| "Pixel Affection"                      | 2019  | Serotonin II            |
| Poison Arrow                           | 2019  | Serotonin II            |
| My Name Is Nat Ćmiel                   | 2020  | Glitch Princess         |
| The Things They Did for Me Out of Love | 2021  | Glitch Princess         |
| Don't Be So Hard on Your Own Beauty    | 2021  | Glitch Princess         |
| Friendly Machine                       | 2021  | Glitch Princess         |
| Too Dead Inside                        | 2022  | Glitch Princess         |
| sulky baby                             | 2023  | softscars               |
| dazies                                 | 2023  | softscars               |
| fish in the pool                       | 2023  | softscars               |
| ghosts                                 | 2023  | softscars               |
| inferno                                | 2023  | softscars               |
| softscars                              | 2023  | softscars               |
| Eko                                    | 2024  | Evangelic Girl is a Gun |
| Skullcrusher                           | 2025  | Evangelic Girl is a Gun |
| Evangelic Girl is a Gun                | 2025  | Evangelic Girl is a Gun |

### Collaborations
- oh my muu ft. yeule - Reciprocation (2015)
- LLLL ft. yeule - Dance & Kill (2017)
- LLLL ft. yeule - Seal (2017)
- LLLL ft. yeule - Memories (2017)
- LLLL ft. yeule - Indefinite Grounds (2018)
- LLLL ft. yeule - Breathless (2020)
- Urbangarde – Akuma des Akum (yeule Remix) (2021)
- Car Seat Headrest – Deadlines (yeule Remix) (2021)
- Tohji ft. yeule – shell (2022)
- yunè pinku (en) - Bluff (yeule and Kin Leonn Remix) (2022)
- Moderat – EASY PREY (yeule & Kin Leonn Remix) (2023)
- Lucinda Chua (en) ft. yeule – Something Other Than Years (2023)
- Slow Pulp (en) - Slugs (yeule and Kin Leonn Remix) (2022)
- Mura Masa ft. yeule – We Are Making Out (2024)
- Baasch (en) ft. yeule - Like a bird (2024)